# تيرينس إل. أوبراين
تيرينس إل. أوبراين (بالإنجليزية: Terrence L. O'Brien)‏ هو قاضي أمريكي، ولد في 8 أغسطس 1943 في لنكن في الولايات المتحدة.

## وصلات خارجية
- تيرينس إل. أوبراين على موقع إن إن دي بي (الإنجليزية)